# Ніна Штемме
Ніна Штемме (швед. Nina Maria Stemme; 11 травня 1963, Стокгольм, Швеція), — шведська оперна співачка (сопрано).